# Red Hot + Blue
Red Hot + Blue es un álbum producido por Red Hot Organization, una organización dedicada a recaudar fondos y conciencia para luchar contra la embestida del VIH/SIDA.

## Historia
Red Hot + Blue es el primero de una serie de álbumes benéficos de la Red Hot Organization, destinados a generar conciencia y reunir dinero para la lucha contra el flagelo del VIH/SIDA.

El álbum fue lanzado en 1990 y los artistas que participaron hicieron versiones de canciones que fueron originalmente interpretadas por Cole Porter.

Entre las figuras más destacadas se encuentran Neneh Cherry, cuya versión de I've Got You Under My Skin se usó como corte de promoción, U2, Erasure, David Byrne, Annie Lennox, Debbie Harry, Iggy Pop, Tom Waits, Sinéad O'Connor, Lisa Stansfield, Fine Young Cannibals, K.d. lang y Jimmy Somerville, entre otros.

## Lista de temas
| #   | Título                                          | Artista                     |
| --- | ----------------------------------------------- | --------------------------- |
| 1.  | "I've Got You Under My Skin"                    | Neneh Cherry                |
| 2.  | "In the Still of the Night"                     | The Neville Brothers        |
| 3.  | "You Do Something to Me"                        | Sinéad O'Connor             |
| 4.  | "Begin the Beguine"                             | Salif Keita                 |
| 5.  | "Love for Sale"                                 | Fine Young Cannibals        |
| 6.  | "Well, Did You Evah!"                           | Debbie Harry e Iggy Pop     |
| 7.  | "Miss Otis Regrets / Just One of Those Things"" | The Pogues y Kirsty MacColl |
| 8.  | "Don't Fence Me In"                             | David Byrne                 |
| 9.  | "It's All Right with Me"                        | Tom Waits                   |
| 10. | "Ev'ry Time We Say Goodbye"                     | Annie Lennox                |
| 11. | "Night and Day"                                 | U2                          |
| 12. | "I Love Paris"                                  | Les Negresses Vertes        |
| 13. | "So in Love"                                    | K.d. lang                   |
| 14. | "Who Wants to Be a Millionaire?"                | Thompson Twins              |
| 15. | "Too Darn Hot"                                  | Erasure                     |
| 16. | "I Get a Kick"                                  | The Jungle Brothers         |
| 17. | "Down in the Depths"                            | Lisa Stansfield             |
| 18. | "From This Moment On"                           | Jimmy Somerville            |
| 19. | "After You, Who?"                               | Jody Watley                 |
| 20. | "Do I Love You"                                 | Aztec Camera                |

## Créditos
- Dirección de Arte: Helene Silverman
- Diseño: Frank Gargiulo
- Escrito por: Cole Porter